# Sida hookeriana
Sida hookeriana är en malvaväxtart som beskrevs av Friedrich Anton Wilhelm Miquel. Sida hookeriana ingår i släktet sammetsmalvor, och familjen malvaväxter. Inga underarter finns listade i Catalogue of Life.